# Acquachiara 2015-2016 (pallanuoto femminile)
Stagione 2015-2016 dell'Associazione Sportiva Acquachiara femminile.

## Rosa
| N° |                   | Ruolo | Giocatore          |
| -- | ----------------- | ----- | ------------------ |
|    | Italia (bandiera) | P     | Miriam D'Antonio   |
|    | Italia (bandiera) | P     | Anna Iaccarino     |
|    | Italia (bandiera) | D     | Fiorella Savino    |
|    | Italia (bandiera) | D     | Chiara Foresta     |
|    | Italia (bandiera) | D     | Fabiana Anastasio  |
|    | Italia (bandiera) | CV    | Antonia Migliaccio |
|    | Italia (bandiera) | CV    | Anna Iavarone      |
|    | Italia (bandiera) | CV    | Adele Esposito     |
|    | Italia (bandiera) | CV    | Gerardina Toraldo  |

| N° |                   | Ruolo | Giocatore             |
| -- | ----------------- | ----- | --------------------- |
|    | Italia (bandiera) | A     | Maria Giovanna Monaco |
|    | Italia (bandiera) | A     | Marzia Maglitto       |
|    | Italia (bandiera) | A     | Roberta Tortora       |
|    | Italia (bandiera) | A     | Sara Centanni         |
|    | Italia (bandiera) | A     | Chiara Vitiello       |
|    | Italia (bandiera) | A     | Martina Mazzola       |
|    | Italia (bandiera) | CB    | Anna De Magistris     |
|    | Italia (bandiera) | CB    | Eliana Acampora       |

| Allenatrice: | Barbara Damiani |

## Mercato
| Acquisti | Acquisti          | Acquisti         | Acquisti |
| R.       | Nome              | da               |          |
| -------- | ----------------- | ---------------- | -------- |
| D        | Fabiana Anastasio | Sporting Flegreo |          |

| Cessioni | Cessioni | Cessioni | Cessioni |
| R.       | Nome     | a        |          |
| -------- | -------- | -------- | -------- |

## Risultati

### Serie A1

#### Girone di andata
| Arbitri: | Luca Bianco Michele Minelli |

| |           |                                    |
| Dario: 6 Fisco, Robinson: 4 Queirolo, Millo: 3 Barzon, I. Savioli, M. Savioli: 2 Nencha, Lascialandà: 1 | Marcatori | 2: Anastasio 1: Centanni, Esposito |

| Arbitri: | Attilio Paoletti Massimiliano Ruscica |

|                                          |           |                                               |
| Centanni: 2 Monaco, Foresta, Acampora: 1 | Marcatori | 3: Zimmerman 1: Verducci, Udoh, Budassi, Mina |

| Arbitri: | Alessandro Severo Andrea Zedda |

|                                                                   |           |                                                               |
| Centanni: 3 Monaco, Migliaccio, Tortora: 2 Anastasio, Acampora: 1 | Marcatori | 6: S. Motta 3: Presta 2: De Mari, Pomeri, D'Amico 1: R. Motta |

| Arbitri: | Mario Bianchi Giovanni Del Bosco |

|                                                                       |           |                                            |
| Garibotti: 5 Radicchi: 4 Morvillo, Aiello: 2 Lopez, Gitto, D'Agata: 1 | Marcatori | 4: Monaco 2: Acampora 1: Tortora, Centanni |

| Arbitri: | Francesco Romolini Alberto Rovida |

|                                                                     |           |                                                                 |
| Dufour: 4 Viacava, Millo, Frassinetti: 2 Maggi, Rogondino, Boero: 1 | Marcatori | 2: Centanni 1: Monaco, Anastasio, Migliaccio, Foresta, Acampora |

| Arbitri: | Mauro Luciani Antonio Pascucci |

|                                                    |           |                                                                                     |
| Acampora, Esposito: 2 Monaco, Tortora, Centanni: 1 | Marcatori | 4: Tankeeva 3: Casanova 2: Avegno, S. Criscuolo 1: Antonucci, C. Criscuolo, Ioannou |

| Arbitri: | Alessandro Marongiu Francesco Romolini |

|                                                    |           |                                             |
| Galardi: 6 Lapi, Bartolini: 3 Albiani, Francini: 1 | Marcatori | 4: Centanni 1: Monaco, Migliaccio, Maglitto |

| Arbitri: | Giuliana Nicolosi Attilio Paoletti |

|                                                                  |           |                                            |
| Palmieri: 6 Grillo: 3 Di Mario, Marletta, Amedeo: 2 Greenwood: 1 | Marcatori | 2: Acampora, Centanni 1: Maglitto, Foresta |

| Arbitri: | Marco Ercoli Bruno Navarra |

|                                                      |           |                                                |
| Tortora: 3 Monaco, Anastasio, Migliaccio, Foresta: 1 | Marcatori | 4: Pustynnikova 3: Mori 2: Amoretti 1: Tedesco |

#### Girone di ritorno
| Arbitri: | Vittorio Frauenfelder Stefano Ricciotti |

|                                              |           |                                                                         |
| Maglitto, De Magistris, Vitiello, Foresta: 1 | Marcatori | 4: Queirolo 3: Savioli, Millo, Dario 2: Barzon, Gottardo 1: Lascialandà |

| Arbitri: | Tommaso Cirillo Raffaele Colombo |

|                                                      |           |                                                        |
| Zimmerman, Verducci: 2 Rendo, Udoh, Budassi, Mina: 1 | Marcatori | 2: Tortora 1: Monaco, Anastasio, De Magistris, Foresta |

| Arbitri: | Attilio Paoletti Stefano Scappini |

|                                                                |           |                                                                     |
| Pomeri: 4 Motta, Koide: 3 De Cuia, Nicolai, Presta: 2 Greco: 1 | Marcatori | 1: Anastasio, Migliaccio, De Magistris, Foresta, Acampora, Centanni |

| Arbitri: | Marco Cataldi Antonio Pascucci |

|                                                      |           |                                                               |
| Acampora, Centanni: 2 Monaco, Migliaccio, Foresta: 1 | Marcatori | 6: Garibotti 3: Zablith, Gitto 2: Aiello 1: Radicchi, Bosurgi |

| Arbitri: | Tommaso Boccia Giuliana Nicolosi |

|                                               |           |                                                               |
| Centanni: 3 Monaco, Migliaccio: 2 Acampora: 1 | Marcatori | 4: Dufour 3: Viacava 2: Frassinetti 1: Millo, Boero, Rambaldi |

| Arbitri: | Alessia Ferrari Francesco Romolini |

|                                                                     |           |                                           |
| Tankeeva: 4 Avegno, S. Criscuolo, C. Criscuolo, Cotti: 3 Zanetta: 1 | Marcatori | 3: Tortora 2: Foresta 1: Monaco, Esposito |

| Arbitri: | Andrea Baretta Carmelo Polimeni |

|                                                          |           |                                                                            |
| Migliaccio: 3 Tortora, Centanni, Esposito: 2 Acampora: 1 | Marcatori | 4: Galardi 3: Giachi, Repetto, Tabani, Bartolini 1: Pelagatti, Lapi, Bosco |

| Arbitri: | Federico Braghini Bruno Navarra |

|                                                                             |           |                                                                             |
| Tortora: 3 Anastasio: 2 Maglitto, Vitiello, Acampora, Centanni, Esposito: 1 | Marcatori | 4: Grillo 3: Marletta 2: Di Mario, Buccheri, Lombardo 1: Campione, Riccioli |

| Arbitri: | Marina Valdettaro Andrea Zedda |

|                                                                 |           |                                                                               |
| Bencardino: 5 Cuzzupè: 3 Pustynnikova, Garibbo, Mori, Drocco: 1 | Marcatori | 3: Tortora, Foresta 2: Monaco, De Magistris, Centanni 1: Migliaccio, Acampora |

### Coppa Italia

#### Prima Fase
Tre gruppi da tre e quattro squadre ciascuno: L'Acquachiara è inclusa nel Gruppo C, disputato a Catania.
| Arbitri: | Giovanni Del Bosco Federico Braghini |

|                                                                 |           |                                                     |
| Grillo, Marletta, Riccioli: 3 Santapaola: 2 Buccheri, Amadeo: 1 | Marcatori | 3: Foresta 2: Mazzola 1: Monaco, Acampora, Centanni |

| Arbitri: | Fabio Brasiliano Marco Piano |

|                                                                |           |                                   |
| Monaco, Acampora: 3 Anastasio: 2 Mazzola, Foresta, Centanni: 1 | Marcatori | 4: Morvillo 3: Bosurgi 1: Villari |

| Arbitri: | Mario Bianchi Federico Braghini |

|                                                                      |           |                                                       |
| Koide: 3 Bonaparte, Marani, Garritano, D'Amico: 2 Citino, De Mari: 1 | Marcatori | 1: Monaco, Migliaccio, De Magistris, Mazzola, Foresta |

#### Seconda Fase
Tre gruppi da tre e quattro squadre ciascuno: si qualificano alla Final Six le prime due di ciascun gruppo. L'Acquachiara è inclusa nel Gruppo C, disputato a Cosenza
| Arbitri: | Attilio Paoletti Francesco Barbera |

|                                         |           |                                   |
| S. Motta, Nicolai: 3 Koide, R. Motta: 1 | Marcatori | 2: Anastasio 1: Foresta, Acampora |

| Arbitri: | Francesco Barbera Stefano Ricciotti |

|                                                         |           |                                                                       |
| Anastasio: 3 Foresta Acampora: 2 Migliaccio, Tortora: 1 | Marcatori | 5: Palmieri 1: G. Buccheri, Y. Buccheri, Santapaola, Grillo, Marletta |

| Arbitri: | Francesco Barbera Stefano Ricciotti |

|                                  |           |                                                                             |
| Bosurgi: 6 D'Agata, Marchetti: 1 | Marcatori | 3: Centanni 2: Foresta, Esposito 1: Monaco, Anastasio, Migliaccio, Vitiello |

## Statistiche

### Statistiche di squadra
- Statistiche aggiornate al 14 maggio 2016.

| Competizione | Punti | In casa | In casa | In casa | In casa | In casa | In casa | In trasferta | In trasferta | In trasferta | In trasferta | In trasferta | In trasferta | Neutro | Neutro | Neutro | Neutro | Neutro | Neutro | Totale | Totale | Totale | Totale | Totale | Totale | DR   |
| Competizione | Punti | G       | V       | N       | P       | Gf      | Gs      | G            | V            | N            | P            | Gf           | Gs           | G      | V      | N      | P      | Gf     | Gs     | G      | V      | N      | P      | Gf     | Gs     | DR   |
| ------------ | ----- | ------- | ------- | ------- | ------- | ------- | ------- | ------------ | ------------ | ------------ | ------------ | ------------ | ------------ | ------ | ------ | ------ | ------ | ------ | ------ | ------ | ------ | ------ | ------ | ------ | ------ | ---- |
| Serie A1     | 3     | 9       | 0       | 0       | 9       | 69      | 127     | 9            | 1            | 0            | 8            | 65           | 141          | 0      | 0      | 0      | 0      | 0      | 0      | 18     | 1      | 0      | 17     | 134    | 268    | -134 |
| Coppa Italia | -     | 0       | 0       | 0       | 0       | 0       | 0       | 6            | 2            | 0            | 4            | 48           | 60           | 0      | 0      | 0      | 0      | 0      | 0      | 6      | 2      | 0      | 4      | 48     | 60     | -12  |
| Totale       | -     | 9       | 0       | 0       | 9       | 69      | 127     | 15           | 3            | 0            | 12           | 113          | 201          | 0      | 0      | 0      | 0      | 0      | 0      | 24     | 3      | 0      | 21     | 182    | 328    | -146 |

### Classifica marcatori
| Tot. | Giocatrice            | A1 | CI |
| ---- | --------------------- | -- | -- |
| 32   | Sara Centanni         | 27 | 5  |
| 24   | Maria Giovanna Monaco | 18 | 6  |
| 23   | Chiara Foresta        | 13 | 10 |
| 23   | Eliana Acampora       | 16 | 7  |
| 21   | Roberta Tortora       | 20 | 1  |
| 17   | Fabiana Anastasio     | 9  | 8  |
| 16   | Antonia Migliaccio    | 13 | 3  |
| 9    | Adele Esposito        | 7  | 2  |
| 6    | Anna De Magistris     | 5  | 1  |
| 4    | Martina Mazzola       | 0  | 4  |
| 4    | Marzia Maglitto       | 4  | 0  |
| 3    | Chiara Vitiello       | 2  | 1  |